# 37-й стрелковый корпус (1-го формирования)
37-й стрелковый корпус — воинское соединение в вооружённых силах СССР до и во время Великой Отечественной войны.

## История
Управление корпуса сформировано в августе 1939 года в Киевского Особого военного округа (далее КОВО).
17 сентября 1939 года управление корпуса вошло в состав Украинского фронта во время военного похода Красной Армии в восточные районы Польши — Западную Украину.
24-25 сентября 1939 года в состав корпуса вошла 124-я стрелковая дивизия.
В 1941 году Сформирован в г. Золочев Киевского ВО. Входил в состав 6-й армии и включал 80-ю, 139-ю и 141-ю стрелковую дивизию.
Корпус участвовал в Великой Отечественной войне против Германии. 22 июня 1941 года корпус вошёл в состав Юго-Западного фронта.
5 августа 1941 года потерпел поражение в ходе сражения под Уманью и попал в окружение. 1 сентября 1941 был расформирован.

## Командование
- Е. А. Могилёвчик, комдив, хх.03.1940 - хх.06.1940
- Кондрусев, Семён Михайлович, генерал-майор, хх.06.1940 - хх.03.1941
- С. П. Зыбин[1], комбриг, с марта 1941.

## Боевой состав

### На 2.10.1939
- Управление корпуса.
- Корпусные части.
- 124-я стрелковая дивизия.[2],[3]
- 130-я стрелковая дивизия.[3]
- 187-я стрелковая дивизия.[3]

### На 22.06.1941
- 139-я стрелковая дивизия (полковник Н. Л. Логинов)

Боевой состав: (полный)
- - 364 стрелковый полк
  - 609 стрелковый полк
  - 718 стрелковый полк
  - 354 артиллерийский полк
  - 506 гаубичный артиллерийский полк

### Позже
- 189-я стрелковая дивизия 21.07.1941 — 31.07.1941
- 139-я стрелковая дивизия 30.07.1941 — 01.08.1941
- 387-я стрелковая дивизия 12.05.1943 — 10.07.1943
- 347-я стрелковая дивизия 10.07.1943 — 03.11.1943
- 127-я стрелковая дивизия 12.07.1943 — 21.08.1943
- 320-я стрелковая дивизия 13.07.1943 — 29.07.1943
- 118-я стрелковая дивизия 11.08.1943 — 12.09.1943
- 221-я стрелковая дивизия 10.09.1943 — 02.12.1943
- 116-я укреплённый район 26.10.1943 — 01.11.1943
- 130-я стрелковая дивизия 24.12.1943 — 19.01.1944
- 267-я стрелковая дивизия 03.01.1944 — 18.01.1944
- 248-я стрелковая дивизия 02.02.1944 — 01.05.1944
- 416-я стрелковая дивизия 08.02.1944 — 23.04.1944
- 54-я гвардейская стрелковая дивизия 16.02.1944 — 01.03.1944
- 61-я стрелковая дивизия 02.03.1944 — 29.03.1944
- 96-я гвардейская стрелковая дивизия 24.03.1944 — 29.03.1944
- 49-я гвардейская стрелковая дивизия 01.04.1944 — 05.05.1944
- 59-я гвардейская стрелковая дивизия 29.05.1944 — 11.01.1945
- 297-я стрелковая дивизия 22.01.1945 — 12.02.1945
- 25-я гвардейская стрелковая дивизия 06.02.1945 — 14.02.1945
- 316-я стрелковая дивизия 13.02.1945 — 09.05.1945
- 337-я стрелковая дивизия 13.02.1945 — 15.02.1945
- 108-я гвардейская стрелковая дивизия 21.04.1945 — 09.05.1945[4]

## Боевая деятельность
1939 год
24-25 сентября 1939 года, совершив марш из Николаевской области, дивизия сосредоточилась в районе города Проскурова и 124-я сд вошла в состав 37-го ск.
Ко 2 октября корпус входил в состав Кавалерийской армейской группы Украинского фронта.
Состав корпуса:
- 124-я стрелковая дивизия.[3]
- 130-я стрелковая дивизия.[3]
- 187-я стрелковая дивизия.[3]
- 124-я стрелковая дивизия (406, 622 и 781-й стрелковые, 469-й пушечный и 341-й гаубичный полки, 200-й отдельный батальон связи, 225-й отдельный сапёрный батальон, 202-й отдельный противотанковый дивизион, 193-й отдельный разведывательный батальон, 119-й отдельный зенитно-артиллерийский дивизион.[2]

Командир дивизии Ф. Г. Сущий.
Военный комиссар дивизии Г. И. Жиляков.
Начальник штаба С. М. Рогачевский.
1941 год
14 марта
В марте корпус находился в КОВО. 14 марта командиром корпуса назначен комбриг С. П. Зыбин.
9 июня
Военный совет округа решил в войсках второго эшелона округа иметь носимый запас патронов у каждого ручного и станкового пулемёта, гранаты хранящиеся на складах распределить по подразделениям, половину боекомплекта снарядов и мин иметь в снаряжённом состоянии, создать запас топлива не мене двух заправок.
21 июня
Корпус находился в резерве КОВО.
Командир корпуса комбриг С. П. Зыбин.
Состав корпуса:
- Управление в г. Золочев.
- 80-я сд. Командир дивизии генерал-майор Прохоров Василий Иванович.[5]
- 139-я сд. Командир дивизии полковник Логинов Николай Логинович.[5]
- 141-я сд. Командир дивизии генерал-майор Тонконогов Яков Иванович.[5]

22 июня
С началом боевых действий корпус вошёл в состав Юго-Западного фронта (далее ЮЗФ), находился в резерве.
8.00
Дивизии корпуса шли на запад по двум маршрутам на указанный рубеж юго-западнее г. Кременец. Северный маршрут проходил через Ямполь. Южный маршрут проходил через Волочиск. Корпус находился в районе Ямполь, Волочиск.
21.15
Народный комиссар обороны СССР Маршал Советского Союза С. К. Тимошенко приказал командующему войсками фронта генерал-полковнику М. П. Кирпоносу силами 5-й и 6-й армий нанести удары на г. Люблин (Германия) и уничтожить противника.
Для уничтожения войск противника, вторгшихся на территорию СССР на этом направлении командующий войсками Юго-Западного фронта решил создать ударые группировки: северную ударную группировку — 22-й, 9-й, 19-й механизированные корпуса и 31-й стрелковый корпус — в районе г. Луцка; южную ударную группировку — 4, 8, 15-й механизированные корпуса и 37-й ск — в районе г. Броды. На первом этапе операции группировки войск должны были нанести удары на м. Сокаль.
По замыслу командующего 5-я и 6-я армии должны были остановить продвижение противника и обеспечить развёртывание ударных группировок на своих рубежах. 36-й ск должен был выйти на рубеж г. Дубно — г. Кременец и прикрыть житомирское направление, а 37-й ск выйти юго-западнее г. Кременца, прикрыв тернопольское направление. В г. Тарнополе находился командный пункт Юго-Западного фронта.
23 июня
00.00. Корпус входил в состав второго эшелона фронта, ему предстояло пройти 150—200 км до рубежа юго-западнее г. Кременца для прикрытия тернопольского направления
8.00. С утра бои на границе разгорелись с новой силой. Войска 5-й и 6-й армий, сдерживая превосходящего противника, отстаивали каждую пядь советской земли. По приказу комфронта войска корпуса шли по двум маршрутам на указанный рубеж юго-западнее г. Кременец.
12.00. В районе Луцк, Броды, Ровно разворачивалось самое крупное встречное танковое сражение. Первыми вступили в бой 15-й и 22-й механизированные корпуса.